# El Jaralito
El Jaralito är en ort i Mexiko.   Den ligger i kommunen Lagos de Moreno och delstaten Jalisco, i den centrala delen av landet, 400 km nordväst om huvudstaden Mexico City. El Jaralito ligger 1 960 meter över havet och antalet invånare är 229.
Terrängen runt El Jaralito är platt åt nordväst, men åt sydost är den kuperad. Runt El Jaralito är det ganska tätbefolkat, med 56 invånare per kvadratkilometer. Närmaste större samhälle är Lagos de Moreno, 16,7 km sydväst om El Jaralito. I omgivningarna runt El Jaralito växer huvudsakligen savannskog.